# Liste der Städte in Westpreußen
Liste aller Gemeinden mit Stadtrecht in der ehemaligen preußischen Provinz Westpreußen.
| Deutscher Name          | Landkreis 1910     | Regierungs- bezirk 1910 | Stadt seit     | Einwohner 1910 | Polnischer Name                            | Powiat (Kreis)                             | Woiwodschaft     | Anmerkung                                      |
| ----------------------- | ------------------ | ----------------------- | -------------- | -------------- | ------------------------------------------ | ------------------------------------------ | ---------------- | ---------------------------------------------- |
| Baldenburg              | Schlochau          | Marienwerder            | 1382           | 2.469          | Biały Bór                                  | Szczecinek (Neustettin)                    | Westpommern      | ab 1920 Grenzmark Posen-Westpreußen            |
| Berent                  | Berent             | Danzig                  | 1398           | 6.474          | Kościerzyna                                | Kartuzy (Berent)                           | Pommern          | ab 1920 polnisch                               |
| Bischofswerder          | Rosenberg          | Marienwerder            | 1325–1945      | 2.311          | Biskupiec Pomorski                         | Olsztynek (Hohenstein)                     | Ermland-Masuren  | ab 1920 Ostpreußen                             |
| Briesen                 | Briesen            | Marienwerder            | 1246           | 8.174          | Wąbrzeźno                                  | Wąbrzeźno (Briesen)                        | Kujawien-Pommern | ab 1920 polnisch                               |
| Christburg              | Stuhm              | Marienwerder            | 1288           | 3.004          | Dzierzgoń                                  | Sztum (Stuhm)                              | Pommern          | ab 1920 Ostpreußen                             |
| Czersk                  | Konitz             | Marienwerder            | 1386–1772 1926 | 7.098          | Czersk                                     | Chojnice (Konitz)                          | Pommern          | ab 1920 polnisch                               |
| Danzig                  | Stadtkreis         | Danzig                  | 1224           | 170.337        | Gdańsk                                     | kreisfrei                                  | Pommern          | von 1920 bis 1939 selbstständiger Freistaat    |
| Deutsch Eylau           | Rosenberg          | Marienwerder            | 1305           | 10.987         | Iława                                      | Iława (Deutsch Eylau)                      | Ermland-Masuren  | ab 1920 Ostpreußen                             |
| Deutsch Krone           | Deutsch Krone      | Marienwerder            | 1303           | 7.673          | Wałcz                                      | Wałcz (Deutsch Krone)                      | Westpommern      | ab 1920 Grenzmark Posen-Westpreußen            |
| Dirschau                | Dirschau           | Danzig                  | 1260           | 16.894         | Tczew                                      | Tczew (Dirschau)                           | Pommern          | ab 1920 polnisch                               |
| Elbing                  | Stadtkreis         | Danzig                  | 1246           | 58.636         | Elbląg                                     | kreisfrei                                  | Ermland-Masuren  | ab 1920 Ostpreußen                             |
| Flatow                  | Flatow             | Marienwerder            | vor 1370       | 4.282          | Złotów                                     | Złotów (Flatow)                            | Großpolen        | ab 1920 Grenzmark Posen-Westpreußen            |
| Freystadt               | Rosenberg          | Marienwerder            | 1331–1946 1986 | 2.607          | Kisielice                                  | Iława (Deutsch Eylau)                      | Ermland-Masuren  | ab 1920 Ostpreußen                             |
| Garnsee                 | Marienwerder       | Marienwerder            | 1334           | 987            | Gardeja                                    | Kwidzyn (Marienwerder)                     | Pommern          | ab 1920 Ostpreußen                             |
| Gollub                  | Briesen            | Marienwerder            |                | 3.063          | Golub                                      | Powiat Golubsko-Dobrzyński (Gollub-Dobrin) | Kujawien-Pommern | ab 1920 polnisch                               |
| Görzberg                | Strasburg          | Marienwerder            | 1327–1773 1833 | 1.633          | Górzno                                     | Brodnica (Strasburg)                       | Kujawien-Pommern | ab 1920 polnisch                               |
| Graudenz                | Graudenz           | Marienwerder            | 1291           | 40.325         | Grudziądz                                  | kreisfrei                                  | Kujawien-Pommern | ab 1920 polnisch                               |
| Hammerstein             | Schlochau          | Marienwerder            | 1395           | 3.015          | Czarne                                     | Człuchów (Schlochau)                       | Pommern          | ab 1920 Grenzmark Posen-Westpreußen            |
| Jastrow                 | Deutsch Krone      | Marienwerder            | vor 1602       | 5.514          | Jastrowie                                  | Złotów (Flatow)                            | Großpolen        | ab 1920 Grenzmark Posen-Westpreußen            |
| Karthaus                | Karthaus           | Danzig                  | 1923           | 3.699          | Kartuzy                                    | Kartuzy (Karthaus)                         | Pommern          | ab 1920 polnisch                               |
| Konitz                  | Konitz             | Marienwerder            |                | 12.005         | Chojnice                                   | Chojnice (Konitz)                          | Pommern          | ab 1920 polnisch                               |
| Krojanke                | Flatow             | Marienwerder            | 1420           | 3.428          | Krajenka                                   | Złotów (Flatow)                            | Großpolen        | ab 1920 Grenzmark Posen-Westpreußen            |
| Kulm                    | Kulm               | Marienwerder            | 1233           | 11.718         | Chełmno                                    | Chełmno (Kulm)                             | Kujawien-Pommern | ab 1920 polnisch                               |
| Kulmsee                 | Thorn              | Marienwerder            | 1251           | 6.112          | Chełmża                                    | Toruń (Thorn)                              | Ermland-Masuren  | ab 1920 polnisch                               |
| Landeck                 | Schlochau          | Marienwerder            | 1775–1972      | 767            | Lędyczek                                   | Złotów Flatow                              | Großpolen        | ab 1920 Grenzmark Posen-Westpreußen            |
| Lautenburg              | Strasburg          | Marienwerder            | 1325           | 4.003          | Lidzbark                                   | Działdowo (Soldau)                         | Ermland-Masuren  | ab 1920 polnisch                               |
| Lessen                  | Graudenz           | Marienwerder            | 1298           | 2.717          | Łasin                                      | Grudziądz (Graudenz)                       | Kujawien-Pommern | ab 1920 polnisch                               |
| Löbau                   | Löbau              | Marienwerder            | 1311           | 5.365          | Lubawa                                     | Iława (Deutsch Eylau)                      | Ermland-Masuren  | ab 1920 polnisch                               |
| Marienburg              | Marienburg         | Danzig                  | 1276           | 14.019         | Malbork                                    | Malbork (Marienburg)                       | Pommern          | ab 1920 Ostpreußen                             |
| Marienwerder            | Marienwerder       | Marienwerder            | 1233           | 12.983         | Kwidzyn                                    | Kwidzyn (Marienwerder)                     | Pommern          | ab 1920 Ostpreußen                             |
| Märkisch Friedland      | Deutsch Krone      | Marienwerder            | 1314           | 1.929          | Mirosławiec                                | Wałcz (Deutsch Krone)                      | Westpommern      | ab 1920 Grenzmark Posen-Westpreußen            |
| Mewe                    | Marienwerder       | Marienwerder            | 1229           | 3.821          | Gniew                                      | Tczew (Dirschau)                           | Pommern          | ab 1920 polnisch                               |
| Neuenburg (Weichsel)    | Schwetz            | Marienwerder            | 1301           | 5.152          | Nowe                                       | Świecie (Schwetz)                          | Kujawien-Pommern | ab 1920 polnisch                               |
| Neumark                 | Löbau              | Marienwerder            | 1325           | 4.144          | Nowe Miasto Lubawskie                      | Nowe Miasto Lubawskie (Neumark)            | Ermland-Masuren  | ab 1920 polnisch                               |
| Neustadt in Westpreußen | Neustadt (Westpr.) | Danzig                  | 1650           | 9.804          | Wejherowo                                  | Wejherowo (Neustadt)                       | Pommern          | ab 1920 polnisch                               |
| Neuteich                | Marienburg         | Danzig                  | vor 1476       | 2.648          | Nowy Staw                                  | Malbork (Marienburg)                       | Pommern          | von 1920 bis 1939 im selbstständigen Freistaat |
| Pelplin                 | Dirschau           | Danzig                  | 1931           | 3.969          | Pelplin                                    | Tczew Dirschau                             | Pommern          | ab 1920 polnisch                               |
| Preußisch Friedland     | Schlochau          | Marienwerder            | 1354           | 3.865          | Debrzno                                    | Człuchów (Schlochau)                       | Pommern          | ab 1920 Grenzmark Posen-Westpreußen            |
| Preußisch Stargard      | Preußisch Stargard | Danzig                  | 1354           | 10.419         | Starogard Gdański                          | Starogard Gdańsk (Preußisch Stargard)      | Pommern          | ab 1920 polnisch                               |
| Putzig                  | Putzig             | Danzig                  | 1348           | 2.534          | Puck                                       | Puck (Putzig)                              | Pommern          | ab 1920 polnisch                               |
| Rehden                  | Graudenz           | Marienwerder            | 1234           | 2.010          | Radzyń Chełmiński                          | Grudziądz (Graudenz)                       | Kujawien-Pommern | ab 1920 polnisch                               |
| Riesenburg              | Rosenberg          | Marienwerder            | vor 1331       | 5.032          | Prabuty                                    | Kwidzyn (Marienwerder)                     | Pommern          | ab 1920 Ostpreußen                             |
| Rosenberg               | Rosenberg          | Marienwerder            | vor 1331       | 3.181          | Susz                                       | Iława (Deutsch Eylau)                      | Ermland-Masuren  | ab 1920 Ostpreußen                             |
| Schlochau               | Schlochau          | Marienwerder            | 1348           | 3.616          | Człuchów                                   | Człuchów (Schlochau)                       | Pommern          | ab 1920 Grenzmark Posen-Westpreußen            |
| Schloppe                | Deutsch Krone      | Marienwerder            | vor 1350       | 1.957          | Człopa                                     | Wałcz (Deutsch Krone)                      | Westpommern      | ab 1920 Grenzmark Posen-Westpreußen            |
| Schwetz                 | Schwetz            | Marienwerder            | 1338           | 8.042          | Świecie                                    | Świecie (Schwetz)                          | Kujawien-Pommern | ab 1920 polnisch                               |
| Schöneck                | Berent             | Danzig                  | 1320           | 3.494          | Skarszewy                                  | Starogard Gdański (Stargard)               | Pommern          | ab 1920 polnisch                               |
| Schönsee                | Briesen            | Marienwerder            |                | 3.356          | Kowalewo Pomorskie                         | Golub-Dobrzyń                              | Kujawien-Pommern | ab 1920 polnisch                               |
| Strasburg               | Strasburg          | Marienwerder            | 1298           | 7.951          | Brodnica                                   | Brodnica (Strasburg)                       | Kujawien-Pommern | ab 1920 polnisch                               |
| Stolzenberg             | zu Danzig          | Danzig                  | 1772           |                | Chełm, Siedlce, Stare Szkoty, Św. Wojciech | Gdańsk, kreisfrei                          | Pommern          | 1814 in Danzig eingemeindet                    |
| Stuhm                   | Stuhm              | Marienwerder            | 1416           | 3.091          | Sztum                                      | Sztum (Stuhm)                              | Pommern          | ab 1920 Ostpreußen                             |
| Thorn                   | Thorn              | Marienwerder            | 1233           | 46.227         | Toruń                                      | Toruń (Thorn)                              | Ermland-Masuren  | ab 1920 polnisch                               |
| Tiegenhof               | Marienburg         | Danzig                  | 1880           | 2.901          | Nowy Dwór Gdański                          | Nowy Dwór Gdański (Tiegenhof)              | Pommern          | von 1920 bis 1939 im selbstständigen Freistaat |
| Tolkemit                | Elbing             | Danzig                  | um 1296        | 3.302          | Tolkmicko                                  | Elbląg (Elbing)                            | Ermland-Masuren  | ab 1920 Ostpreußen                             |
| Tuchel                  | Tuchel             | Marienwerder            | 1346           | 4.232          | Tuchola                                    | Tuchola (Tuchel)                           | Kujawien-Pommern | ab 1920 polnisch                               |
| Tütz                    | Deutsch Krone      | Marienwerder            | vor 1306       | 2.096          | Tuczno                                     | Wałcz (Deutsch Krone)                      | Westpommern      | ab 1920 Grenzmark Posen-Westpreußen            |
| Vandsburg               | Flatow             | Marienwerder            | 1383           | 3.158          | Więcbork                                   | Złotów (Zempelburg)                        | Kujawien-Pommern | ab 1920 polnisch                               |
| Zoppot                  | Neustadt (Westpr.) | Danzig                  | 1901           | 15.015         | Sopot                                      | kreisfrei                                  | Pommern          | von 1920 bis 1939 im selbstständigen Freistaat |
| Zempelburg              | Flatow             | Marienwerder            | 1360           | 3.818          | Sępólno Krajeńskie                         | Złotów (Zempelburg)                        | Kujawien-Pommern | ab 1920 polnisch                               |